# انتخابات الرئاسة البوروندية 2010
انتخابات الرئاسة البوروندية 2010 هي الانتخابات الرئاسية التي جرت في 28 يونيو 2010، في بوروندي، لانتخاب رئيس بوروندي، فاز بالانتخابات بيير نكورونزيزا.